# 水袖功
水袖，是中國傳統戲曲的造手的一環，不同形勢的水袖動作，可代表不同的喜怒哀乐感情，如投、擲、拋、拂、蕩、抖、回、捧、提等等。水袖靈巧多變，形態優美，故亦獨立發展成一種舞蹈的類型。水袖功也是展现演员的表演功力方式，能够对舞蹈产生增光添彩的效果。

## 概述
水袖的使用和方式能够达到表达不同情感的作用：
| 名稱       | 動作                   | 代表情感             |
| ---------- | ---------------------- | -------------------- |
| 擲袖、拋袖 | 把水袖用力甩向對方     | 憤怒和不滿           |
| 拂袖       | 輕輕地向對方揮一下     | 輕微的嗔怒           |
| 背袖       | 水袖在背後垂下一角踱步 | 沉思                 |
| 翻袖       | 水袖高舉過頭往外側一翻 | 悲痛、哭叫或感情激動 |